# Dąbrowy Gubińskie
Dąbrowy Gubińskie este o arie protejată (sit de importanță comunitară — SCI) din Polonia întinsă pe o suprafață de 1.534,62 ha, integral pe uscat.

## Localizare
Centrul sitului Dąbrowy Gubińskie este situat la coordonatele 51°57′40″N 14°54′15″E / 51.961°N 14.9041°E.

## Înființare
Situl Dąbrowy Gubińskie a fost declarat sit de importanță comunitară în octombrie 2009 pentru a proteja 2 specii de animale.

## Biodiversitate
Situată în ecoregiunea continentală, aria protejată conține 3 habitate naturale: Mlaștini turboase de tranziție și turbării mișcătoare, Păduri de fag Luzulo-Fagetum, Păduri acidofile de stejar bătrân cu Quercus robur pe câmpii nisipoase.
La baza desemnării sitului se află mai multe specii protejate de  nevertebrate (2): rădașcă (Lucanus cervus), Osmoderma eremita.